# Campeonato Brasileiro Feminino de Futebol Americano de 2016
O Campeonato Brasileiro Feminino de Futebol Americano de 2016 é o campeonato nacional de futebol americano do Brasil. É a terceira edição da competição e o primeiro sem o nome Torneio End Zone. Os quatro times participantes organizam a competição substituindo a Liga Feminina de Futebol Americana (LIFEFA) organizadora das edições do Torneio End Zone.
O Sinop Coyotes foi campeão disputando a competição pela primeira vez com campanha de duas vitória e uma derrota, mesma campanha de Cariocas FA e Vasco da Gama Patriotas, porém com melhor saldo de pontos.

## Fórmula de disputa
As quatro equipes jogam entre si em turno único. A equipe com o maior número de vitórias é declarada a campeã do campeonato. Os critérios de desempate são: confronto direto, saldo de pontos e número de touchdowns marcados.

## Participantes
| Equipe                   | Cidade         |
| ------------------------ | -------------- |
| Cariocas FA              | Rio de Janeiro |
| Corinthians Steamrollers | São Paulo      |
| Sinop Coyotes            | Sinop          |
| Vasco da Gama Patriotas  | Rio de Janeiro |

## Classificação
| Pos | Times                    | V | E | D | PCT  | PF | PS  | SP   |
| --- | ------------------------ | - | - | - | ---- | -- | --- | ---- |
| 1   | Sinop Coyotes            | 2 | 0 | 1 | .667 | 94 | 42  | 52   |
| 2   | Cariocas FA              | 2 | 0 | 1 | .667 | 82 | 32  | 50   |
| 3   | Vasco da Gama Patriotas  | 2 | 0 | 1 | .667 | 76 | 29  | 47   |
| 4   | Corinthians Steamrollers | 0 | 0 | 3 | .000 | 0  | 149 | -149 |

### Resultados
| 1º de outubro 14:00 UTC -3 | Relatório | Vasco da Gama Patriotas | 47–00 | Corinthians Steamrollers |  | Estádio Ronaldo Nazário, Rio de Janeiro-RJ |  |

| 29 de outubro 14:00 UTC -2 | Relatório | Corinthians Steamrollers | 00–44 | Cariocas FA |  | Estrada dos Pereiras, Cotia-SP |  |

| 5 de novembro 18:00 UTC -3 | Relatório | Sinop Coyotes | 13–20 | Vasco da Gama Patriotas |  | Estádio Gigante do Norte, Sinop-MT |  |

| 19 de novembro 18:00 UTC -3 | Relatório | Sinop Coyotes | 23–22 | Cariocas FA |  | Estádio Gigante do Norte, Sinop-MT |  |

| 3 de dezembro 15:00 UTC -2 | Relatório | Corinthians Steamrollers | 00–58 | Sinop Coyotes |  | Estrada dos Pereiras, Cotia-SP |  |

| 11 de dezembro 14:00 UTC -2 | Relatório | Cariocas FA | 16–09 | Vasco da Gama Patriotas |  | Estádio Rua Bariri, Rio de Janeiro-RJ |  |

## Premiação
| Campeonato Brasileiro Feminino de 2016 |
| Mato Grosso                            |
| -------------------------------------- |
| Sinop Coyotes Campeão (1º título)      |